# Vaiges
 Vaiges  es una población y comuna francesa, en la región de Países del Loira, departamento de Mayenne, en el distrito de Laval y cantón de Sainte-Suzanne.

## Demografía
| 977 | 962 | 977 | 969 | 1019 | 1071 |
| Para los censos de 1962 a 1999 la población legal corresponde a la población sin duplicidades (Fuente: INSEE [Consultar]) |     |     |     |      |      |